# Atrichopogon perfuscus
Atrichopogon perfuscus är en tvåvingeart som beskrevs av Ingram och John William Scott Macfie 1921. Atrichopogon perfuscus ingår i släktet Atrichopogon och familjen svidknott.
Artens utbredningsområde är Ghana. Inga underarter finns listade i Catalogue of Life.